# Палпатин
Шив Палпати́н (англ. Sheev Palpatine), также известный под своим ситхским именем Дарт Сидиус (англ. Darth Sidious) (84 ДБЯ — 35 ПБЯ), — ситх, сенатор и Верховный канцлер Галактической Республики, а позднее Император Галактики, один из главных отрицательных героев во вселенной «Звёздные войны». Палпатина сыграл шотландский актёр Иан Макдермид.

## Биография
Шив Палпатин родился в городе Тид на планете Набу в одиннадцатый день восьмого месяца 82-го года ДБЯ. Он отличался неспокойным характером, поэтому когда в 64 ДБЯ его отец Косинга противостоял избранию на трон короля-либерала, Палпатин обнародовал на него компромат, чем привлёк внимание сторонников короля, в том числе финансиста Хего Дамаска (он же — Дарт Плэгас), который раскрыл талант Шива к Тёмной стороне Силы. Менее чем через год в приступе ярости тот убивает всех родных, становясь богачом и получив от наставника имя «Дарт Сидиус». При содействии Плэгаса карьера Палпатина пошла вверх: вскоре он стал депутатом парламента Набу, а потом послом. В 52 ДБЯ ситхи организовывают убийство Видара Кима, члена Галактического сената от сектора Чоммель, преемником которого становится Палпатин; в том же году он берёт в ученики Дарта Мола. Хотя сначала Палпатин казался всем в сенате вялым и неамбициозным политиком, со временем Палпатин стал очень популярен на нарастающей волне борьбы с коррупцией. Примерно тогда же Палпатин познакомился с помощником губернатора Эриаду Уилхаффом Таркином.
Сложные политические интриги Палпатина и Дамаска в Сенате к 32 ДБЯ привели к недоверию Верховному канцлеру Финису Валоруму и обвинениям его в коррупции. Во время конфликта Торговой Федерации и планеты Набу королева Падме Амидала (с подачи самого Палпатина) вынесла вотум недоверия Валоруму, и общим голосованием тот был смещён с поста правителя Галактической Республики. Отмечая это событие, Дарт Плэгас выпил много вина и заснул, позволив Дарту Сидиусу убить себя. На следующий день Галактический сенат избрал Шива Палпатина новым Верховным канцлером.
Через несколько дней состоялась Битва на Набу, в которой родная планета Палпатина получила независимость, а Дарт Мол «погиб» в сражении с джедаями Квай-Гоном Джинном и Оби-Ваном Кеноби. Уже тогда Палпатин приметил для себя Энакина Скайуокера, оценив его потенциал. Одновременно свою часть плана начинает отыгрывать новый ученик Сидиуса, бывший магистр-джедай граф Дуку, получивший имя Дарт Тиранус, вокруг которого ситхи начали собирать сепаратистов для будущей войны.
На протяжении последующих десяти лет Палпатин присматривался к Энакину Скайуокеру и в конце концов стал его другом и наставником в вопросах политики и не только. Мастер многоходовых интриг, Палпатин подспудно подталкивает своего юного друга на Тёмную сторону, аккуратно внушая Скайуокеру веру в собственную исключительность, а также в то, что джедаи лишь сдерживают его развитие.
Наконец в 22 ДБЯ Дуку завершил образование Конфедерации Независимых Систем, а Республика получила Армию клонов, выращенных по заказу магистра Сайфо-Диаса (которого убедил это сделать Дарт Плэгас). Ввиду угрозы войны Джа-Джа Бинкс произносит речь перед сенатом, по результатом которой канцлер получил особые полномочия. Начались Войны клонов, которыми руководил Сидиус с обеих сторон. Во время войны Сидиусу пришлось лететь на Мандалор, чтобы устранить выжившего Мола, который мешал его планам, но лишь искалечил его.
В 19 ДБЯ, когда от начала и до конца спланированная Палпатином и Дуку война подходила к концу, было организовано похищение Палпатина генералом Гривусом. В ходе операции по освобождению канцлера Энакин Скайуокер убил Дарта Тирануса по приказу канцлера. Освободив того, Энакин и Оби-Ван Кеноби вернулись на Корусант. Тогда стала очевидна конфронтация джедаев и верховного канцлера, и как джедаи, так и Палпатин стали использовать Энакина для слежки друг за другом, в то время как сам он преследовал свои интересы — спасение своей тайной возлюбленной сенатора Падме Амидалы, для чего, как его убедил Палпатин, нужны были знания ситхов. Энакин не желал предавать ни джедаев, ни канцлера, но всё же открыл Мейсу Винду страшную тайну: Палпатин и Дарт Сидиус — один и тот же человек. Когда Винду в сопровождении магистров Кита Фисто, Сэси Тийна и Агена Колара пришёл арестовать Палпатина, тот убил трёх магистров в первые минуты дуэли. К моменту, когда Винду собирался устранить Сидиуса прибыл Скайуокер, который помешал ему это сделать. Обезображенный канцлер молнией выбросил Винду из окна и провозгласил джедая своим новым учеником — Дарт Вейдером.
Пока Вейдер и клоны исполняли Приказ 66 — уничтожали джедаев, Шив Палпатин на заседании Галактического сената объявил о создании Галактической Империи с собой во главе. В течение следующих 24 лет Палпатин управлял Империей, ожидая окончания постройки «Звезды Смерти», пополняя флот звёздными разрушителями и противостоя Альянсу повстанцев за восстановление Республики. В 0 ДБЯ Император узнаёт о появлении новой угрозы для Вейдера, равно как и нового, более мощного потенциального ученика — Люка Скайуокера — сына Энакина. Новые интриги Палпатина были связаны с тем, чтобы заманить Люка в ловушку и убедить перейти на свою сторону, а в случае неудачи убить. Такую же цель поставил перед собой и Дарт Вейдер, одновременно вынашивая планы убийства учителя.
В 4 ПБЯ план Палпатина почти срабатывает — Альянс попадает в ловушку из-за подстроенной утечки информации, а Люк Скайуокер появляется на борту недостроенной второй «Звезды Смерти». Сидиус пытается переманить его на свою сторону, но тот отказывается. В гневе Палпатин пытается убить его молниями, но Вейдер встаёт на защиту сына, возвращаясь на Светлую сторону. Он скидывает Палпатина в шахту и получает повреждения костюма от его молний. Оба ситха погибают.
Тем не менее, Император изучал способы вечной жизни. Он использовал методики Дарта Плэгаса, одновременно создав себе лабораторию на Экзеголе — планете, служившей всем ситхам в качестве убежища, поэтому его дух уцелел и смог существовать «во плоти» с помощью тел-клонов. Согласно «резервному плану» на случай падения Империи, после Битвы на Джакку и капитуляции Галактической Империи в 6 ПБЯ уцелевшие звёздные разрушители скрылись в указанных местах Дикого космоса. Позднее все они прибыли на Экзегол к Палпатину, который уже занимался созданием Первого Ордена во главе со Сноуком.
Когда Новая Республика была уничтожена, Дарт Сидиус решил «вернуться». Когда к нему в 35 ПБЯ прибыл Кайло Рен экс-император предложил ему сделку: он получает флот Империи, а взамен Рен убивает Рей, внучку Шива Палпатина. Однако из-за смерти своей матери Леи Органы тот возвращается на Светлую сторону. Рей прибывает на Экзегол, и Палпатин убеждает её убить себя — тогда она станет Императрицей и повелителем ситхов. Однако она отказывается, и Сидиус высасывает из неё и прибывшего Бена Соло жизненные силы, укрепляя свои. После этого он испускает молнии, сбивая корабли Сопротивления, ведущих бой с флотом Последнего Ордена («новой Империи»). Рей поднимается, заставляя Сидиуса переключить внимание на себя: ситх пытается убить её, но Рей, используя световые мечи Люка и Леи отражает молнии и направляя их, подобно Винду, на Сидиуса. От молний Шив Палпатин погибает, вызывая мощный энергетический взрыв. Вскоре за ним последовал Бен Соло и весь флот Последнего Ордена.

## Имя
Согласно общей задумке «Звёздных войн», вокруг двух персонажей — Йоды и Палпатина — должен сохраняться ореол таинственности. Личное имя Палпатина не упоминалось ни разу ни в одном фильме и ни в одной книге, да и как Палпатин до появления трилогии-предыстории он назван только в прологе новеллизации «Новой надежды» А. Дин Форстером:

Тщеславный сенатор Палпатин путем козней и хитрости стал Президентом Республики. Он обещал умиротворить недовольный народ и возродить былую славу Республики. Очень скоро он провозгласил себя Императором. Изолировавшись от народа, он стал игрушкой в руках тех самых помощников и подхалимов, которых назначил на высокие посты. Призывы народа о справедливости уже не доходили до него.

Вообще же в оригинальной кинотрилогии он называется только Императором, поэтому фанаты, чтобы называть его по имени, приписали ему имя императора из черновиков Лукаса — Коса Дашита (Cos Dashit).
Кроме того, в фальшивых интервью, данных «Лукасом» человеку под псевдонимом SuperShadow, который широко известен тем, что «фабрикует» истории и выдаёт их за канон, было сказано, что его имя — Дантиус (Dantius). Тем не менее, позже Lucasfilm в выпуске #90 Star Wars Insider заявила, что SuperShadow не имеет никаких отношений с Лукасом и LucasFilm, но тем не менее часть фанов из-за фальшивого интервью считает, что имя Палпатина — Дантиус.
В каноничном романе Джеймса Лусено «Таркин» Палпатин носит имя Шив (англ. Sheev Palpatine), которое придумал сам Джордж Лукас. Впоследствии это имя появилось и в других материалах франшизы и таким образом стало каноничным.